# Ciumani, Harghita
Ciumani (maghiară Gyergyócsomafalva) este satul de reședință al comunei cu același nume din județul Harghita, Transilvania, România.